# Fluide intelligent
Un fluide intelligent (smart fluid en anglais) est un fluide qui modifie ses propriétés lorsqu'il est soumis à un champ électrique ou à un champ magnétique.

## Types
Les fluides intelligents les plus connus sont ceux qui changent leurs propriétés rhéologiques, telle que la viscosité, sous l’effet de l'un de ces deux champs.
Ces fluides peuvent généralement être classés selon deux catégories : les fluides électrorhéologiques (ER) et les fluides magnétorhéologiques (MR). Un champ électrique entraîne une modification de la viscosité des fluides ER et un champ magnétique provoque un changement similaire dans les fluides MR.

## Propriétés
La réponse des fluides intelligents aux champs est rapide (quelques millisecondes) et le phénomène est totalement réversible.

## Utilisations
Plusieurs applications ont été proposées, tels que l'amortissement, l'embrayage, la réduction des vibrations et l'absorption des chocs.

## Composition
Un fluide intelligent est une suspension de particules solides dispersées dans un fluide isolant appelé fluide porteur. Le fluide porteur peut être par exemple de l'eau ou de l'huile. 
La forme des particules est généralement sphérique ou ellipsoïde. La taille des particules peut varier de quelques nanomètres à plusieurs micromètres, avec une fraction volumique (rapport entre le volume des particules et le volume total) généralement de l’ordre de 20 % à 30 %.

## Mécanisme
Au repos, les particules sont suspendues à l'intérieur du fluide porteur et distribuées de façon aléatoire en suspension. Lorsqu'un champ magnétique ou électrique est appliqué, les particules microscopiques s'alignent le long des lignes de flux magnétique ou de flux électrique. Ceci augmente la viscosité du fluide. Les images suivantes montrent le comportent d'un fluide magnétorhéologique avant et après l'application d'un champ magnétique. 

## Études
L'analyse du comportement rhéologique des fluides intelligents peut être réalisée par electro-rhéologie ou par magnéto-rhéologie. L'analyse se fait avec un rhéomètre comportant un accessoire qui applique respectivement un champ électrique ou un champ magnétique sur l'échantillon. Le rhéomètre détermine le comportement de l'échantillon au champ appliqué.  